# Asosa
Asosa – miasto w Etiopii, w stanie Bienszangul-Gumuz. Według danych szacunkowych na rok 2015 liczy 46 200 mieszkańców Ośrodek przemysłowy.